# الكنايس (إدلب)
الكنايس قرية سورية تتبع ناحية مركز معرة النعمان في منطقة معرة النعمان في محافظة إدلب. بلغ عدد سكانها 1104 نسمة في عام 2004 حسب إحصاء المكتب المركزي للإحصاء.